# 총알개미

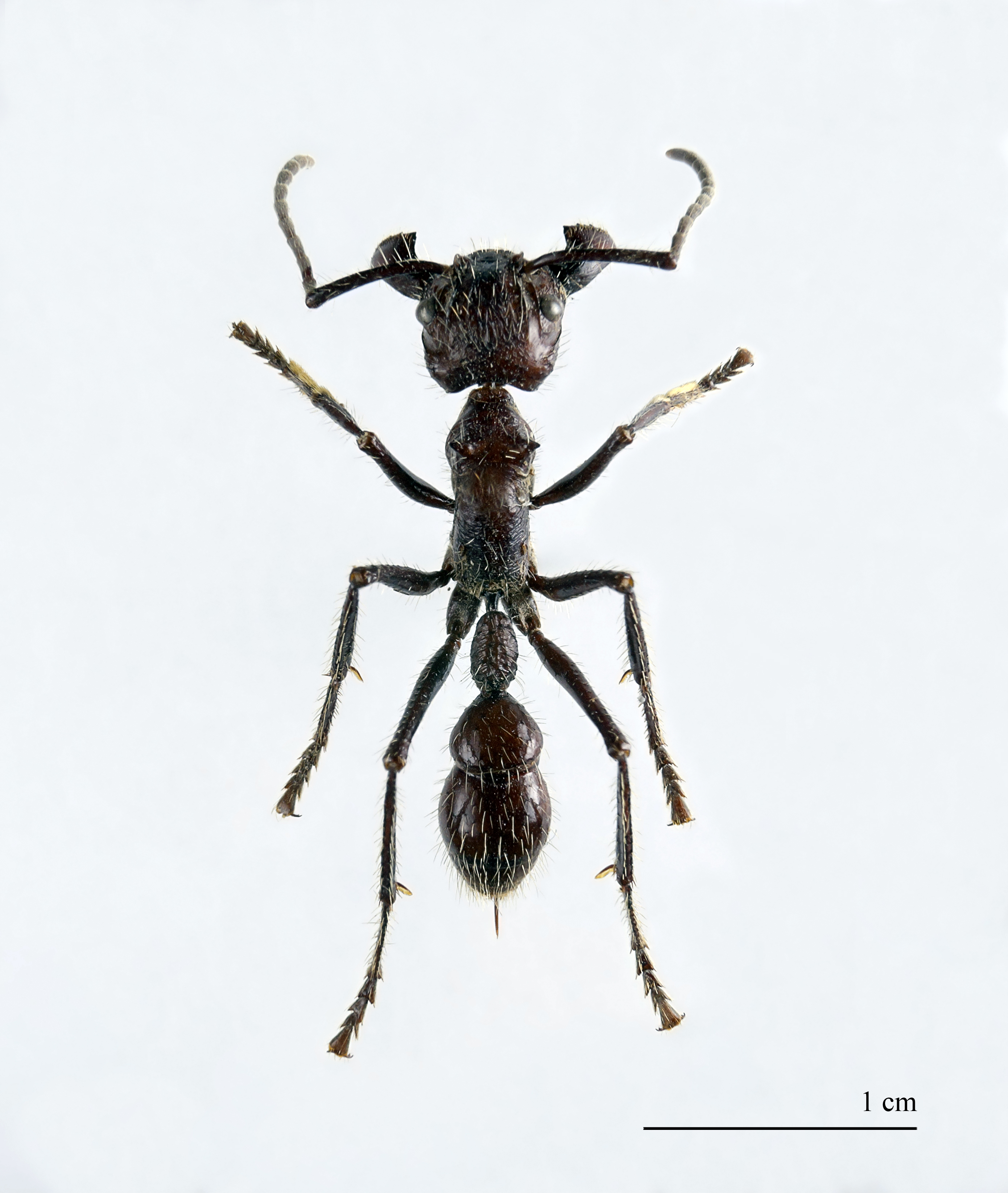
Paraponera clavata - 박물관 표본

총알개미(학명으로는 총알개미이지만, 콩가개미라고도 불린다.)는 개미과에 속하는 개미의 한 종으로서, 총알개미가 속한 아과와 속에는 총알개미가 유일하게 현재 멸종하지 않고 살고 있다. 총알개미가 '총알개미'라는 이름을 얻게 된 이유는 이들의 매우 아프고 강력한 침을 가지고 있어 마치 총알에 맞은 것처럼 아프다 하여 이름을 얻게 되었다. 니카라과에서 파라과이까지 습한 저고도의 밀림에서 서식한다. 원주민으로부터 '호르미가 베인티쿠아트로'(Hormiga Veinticuatro)라는 이름으로 불리고 있는데 이는 '24시간 개미'라는 뜻이며 24시간 지속되는 총알개미의 침의 고통을 표현한다. 일개미들이 18~25mm이며, 날개 없는 말벌을 연상시킨다.

## 총알개미(콩가개미)가 유발하는 고통
총알개미가 유발하는 침의 고통은 벌목에서 가장 높다고 평가되어 있다. '불에 댄 듯한 엄청난 고통이 24시간정도 사그러들지 않는다'고 총알개미에 쏘인 사람들이 증언한다. 총알개미는 이런 식으로 자신을 파먹을 포식자를 쫓아내기 위해서 진화했다고 생각된다. 원주민의 몇몇 마을들에서는 남자아이는 성인식에서 진정한 성인이 되기 위하여 총알개미에게 20번 쏘이고도 소리를 질러서는 안 된다는 규정이 있다. 총알개미는 또한 큰턱의 힘도 강하여 만약 큰턱으로 쪼갤 수 없는 물체를 물게되면(예로 돌) 큰턱의 반동에 의해서 튕겨나가게 된다고 한다. 실제로 SBS 정글의 법칙 3 in 아마존 편 44회에서 김병만이 총알개미에 물려 극심한 두드러기가 발생해서 베이스 캠프로 후송되어 수액 치료를 받은 적이 있었다. 그래서 PD는 안전을 위해 전원 베이스캠프로 철수 결정을 내렸었다.